# アルシノイテリウム
アルシノイテリウム（学名：genus Arsinoitherium）は、約3,500万- 約2,300万年前（新生代古第三紀始新世後期後半［プリアボニアン］- 同紀漸新世末期［チャッティアン］）のアフロアラビアに生息していた、植物食性有蹄哺乳類の一種（1属）。
アルシノイテリウム科の模式属で、かつ、重脚目の代名詞のように語られる動物である。
巨大な体躯と角を持ち、その外観からサイのような印象を受けるが、進化系統上は遠く、近縁関係が認められるのはともに近蹄類として総括される動物群、すなわち、ハイラックスやゾウ、ジュゴンなどである。
なお、目レベルの系統分類についての詳細は重脚目を参照のこと。

## 呼称
プトレマイオス朝エジプトのアルシノエ2世女王（Arsinoe II）の宮殿遺跡の近隣で、本属の最初の化石は発見された。
ゆえに属名は女王の名をギリシア語「therion (=animal、wild beast、動物、獣)」に冠したものとなっており、「アルシノエの獣（哺乳類）」を意す。
中国語では「エジト重脚獣（エジプト産の重脚類）」との意で「埃及重脚獣」と称す。

## 発見史

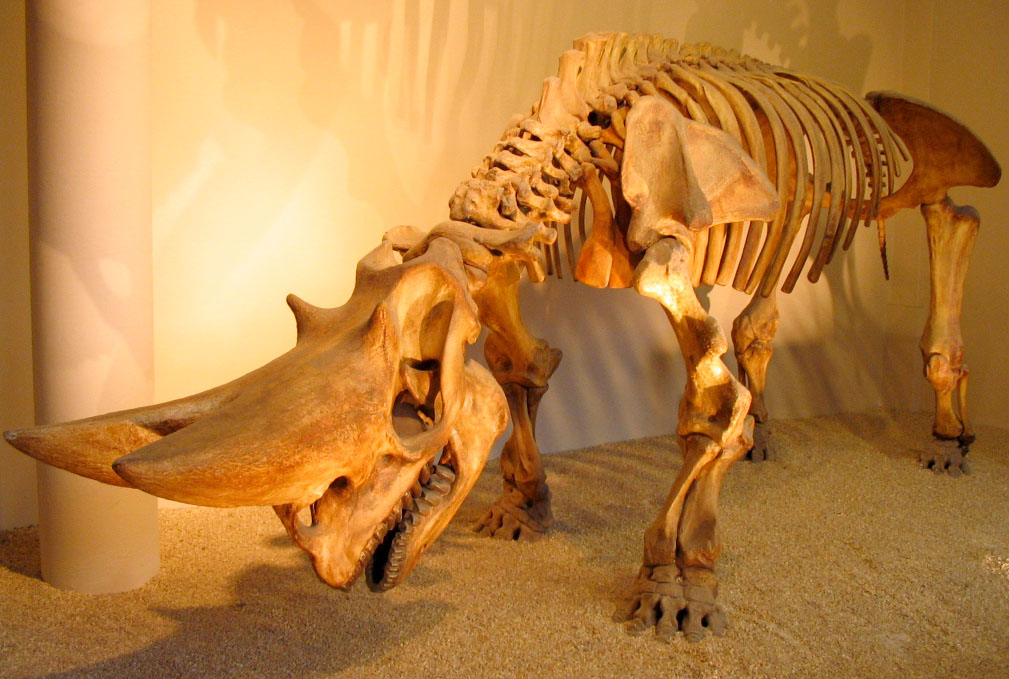
画像-1：Arsinoitherium zitteli　最初に発見された骨格化石標本。いわゆる、「アルシノエ2世女王の獣」。英国、ロンドン自然史博物館。

長らく重脚目は、エジプトのファイユーム地方から見出される本種のほかには有力な発見例が無かった。
本種だけはきわめて良質な標本を得る事ができたので、重脚目の代名詞ともなった。学名の項で触れた最初に発見された化石がそれであり、唯一の完全な骨格標本である（画像-1を参照）。
しかし、近年では、断片的ながらアフロ・ユーラシア大陸の広範な地域から重脚目の化石発見が報告されており、本種もまた、ファイユームのみならず、アフロアラビアに広く分布していたことが分かってきている。
化石は、北アフリカ（エジプト、リビア）、サブサハラ・アフリカ（アンゴラ）、アラビア半島（オマーン）から模式種アルシノイテリウム・ジッテリ（Arsinoitherium zitteli ）が、エチオピアからはアルシノイテリウム・ギガンテウス（Arsinoitherium giganteus）とアルシノイテリウム・アンドレウシイ（Arsinoitherium andrewsii ）が発見されている。

## 生物的特徴

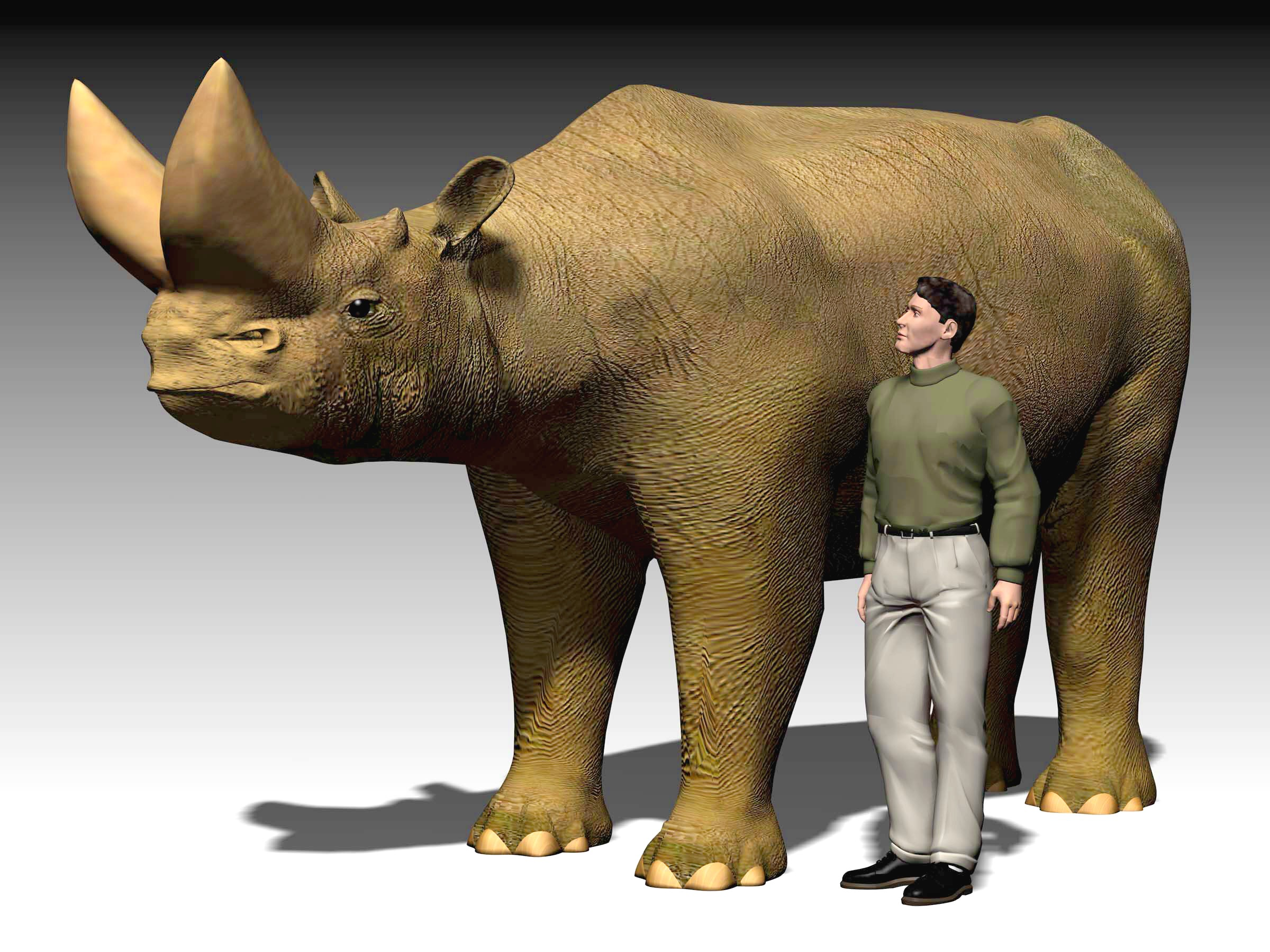
画像-2：アルシノイテリウムとヒトの対比図。アルシノイテリウムの肩高は 7ft（約2.13m）として描かれている。これは、発見されている最大個体の数値に基づいての再現。模式種はこれほど大きくはなく、肩高約1.8mとされている。

体長約3.0m、体高（肩高）約1.8m。発見されている最大個体（Arsinoitherium giganteus。画像-2［左］を参照）で、肩高約2.13m（約7ft）。
重脚目の特徴として、骨太で頑丈な巨躯と、短くはあるが柱のようにがっしりとした四肢を持つ、重量感あふれる動物であった。
頭部には4本の角がある。眼窩（がんか）の真上にある一対は小ぶりでほとんど目立たないが、その前方にあって頭頂前面から生え出したような形で伸張しているもう一対の角は、非常に大きく印象的である。心持ちV字形に開きつつ並列したそれら2本の角は、側面から見ればやや反りを加えた刃物の切っ先のような形状をしている。斜め前方に向けて突出したそれは、対峙する者を威圧するに十分な迫力を持っている。

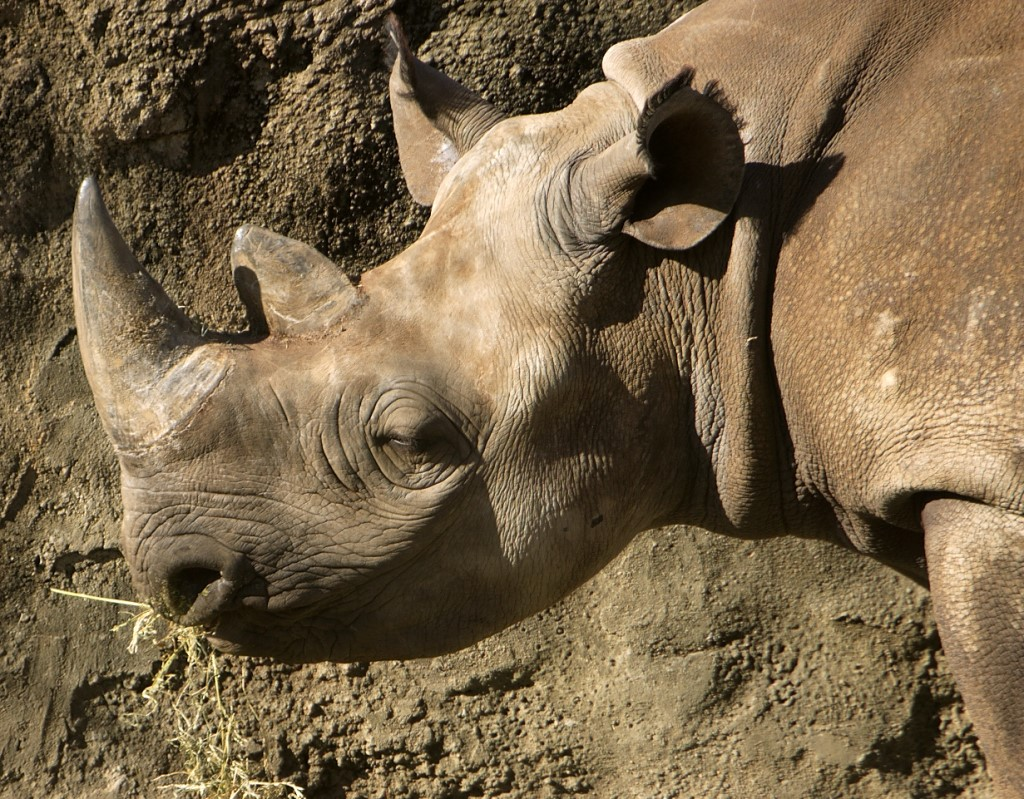
画像-3：クロサイ（Diceros bicornis）の皮膚を確認。重ねて言うが、本種との相似は収斂によるもので、系統的類縁性は無い。

この体つきと角ゆえに、本種の外観は現生のサイにかなり似ていたに違いない。
ただし、両者の間に進化系統上の類縁性は無く、全ては収斂進化による結果的相似である。
サイのそれとは違って、彼らの角は頭蓋骨自体の伸張によって形成される骨質のものであった。
角の内部は空洞となっており、見た目に反して軽量な構造体である。
また、表面に確認される溝は血管の痕跡と考えられ、このことから、角は皮膚組織で覆われていた可能性が高い。
重脚目の特徴として、体の皮膚は現生のサイ（画像-3［右］を参照）やゾウのそれに似て、分厚く、そしてほぼ無毛であったと推定される。
歯は、これもやはり重脚目の特徴としていくぶん原始的であり、真獣類の基本数である44本が完全な形で揃っていた。また、その形状から植物食性であったことが分かる。
彼らはアフロアラビアのマングローブや沼沢地といった温暖湿潤な環境を中心に生息していたと考えられている。漸新世末期を最後に彼らを含めた重脚類は姿を消すが、その原因も地球環境が寒冷化・乾燥化していくに伴って、生息に適した環境が失われていったためと考えられる。
|  |  |  |  |

画像-4：アルシノイテリウム・ジッテリ（Arsinoitherium zitteli ）の頭蓋骨化石標本（フランスはパリの国立自然史博物館 所蔵）
画像-5：画像-4に同じ。正面から見る。
画像-6：画像-4に同じ。側面から見る。

## 下位分類（種）の詳細

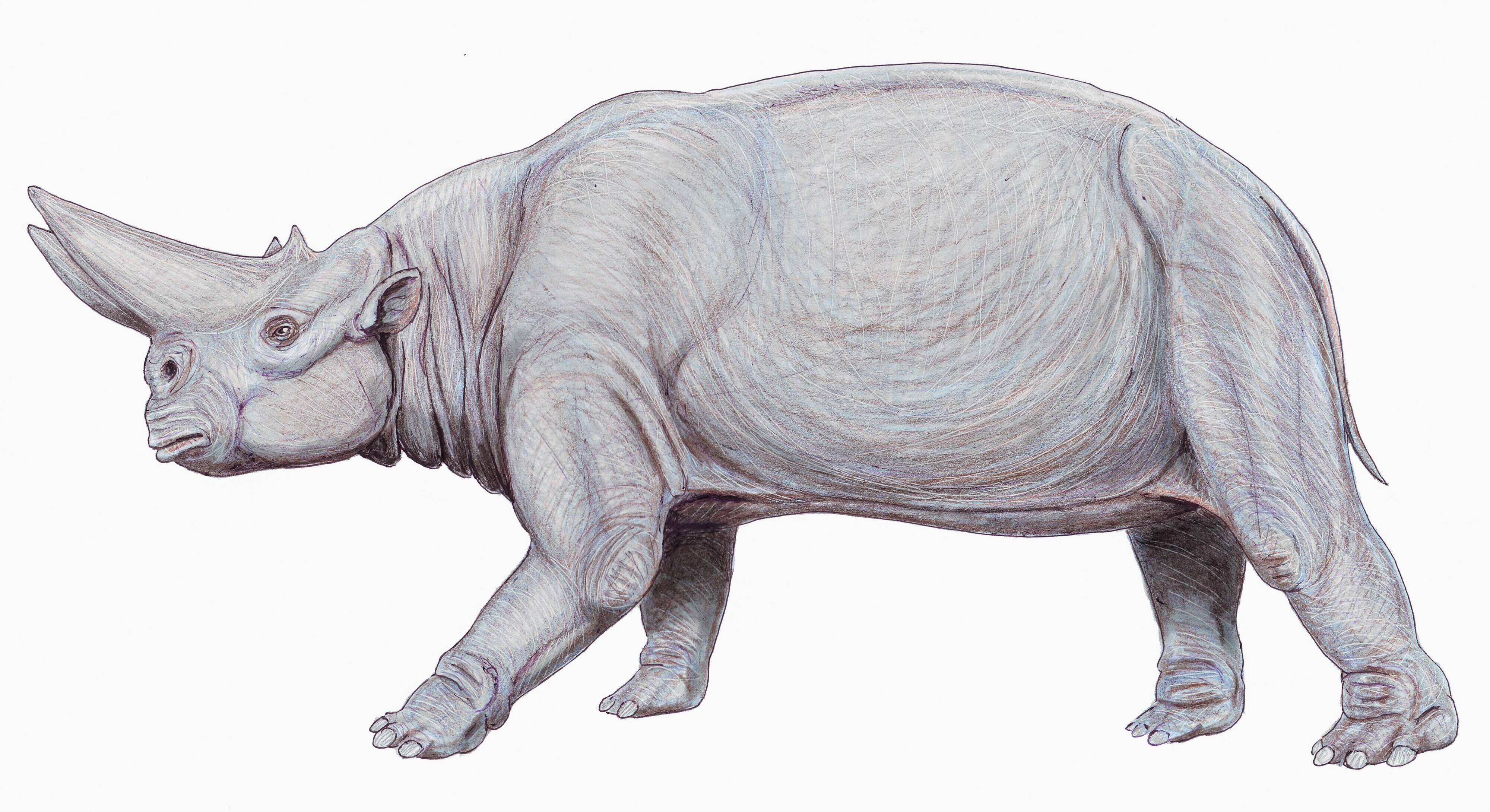
Arsinoitherium zitteli （生態復元想像図）

アルシノイテリウム属の下位分類についての詳細を記す。地名は化石の発見地。略号（en=英語に見られる発音）。
- アルシノイテリウム属 Arsinoitherium　Beadnell, 1902 ：模式属
  - アルシノイテリウム・ジッテリ 
A. zitteli　Beadnell, 1902 
模式種。北アフリカ（エジプト、リビア）、サブサハラ・アフリカ（アンゴラ）、アラビア半島（オマーン）。
  - アルシノイテリウム・ギガンテウス 
A. giganteus　Sanders, Kappelman et Rasmussen, 2004 
2003年、エチオピアはアムハラ州のチルガ（en）地方にある約2,700万年前（漸新世後期後半［チャッティアン］）の地層から、第2の種として発見された。肩高約7ft（約2.13m）に達する最大種。
  - アルシノイテリウム・アンドレウシイ（en:アンドリュースアイ） 
A. andrewsii　Lankester, 1903 
A. zitteli である可能性あり。エチオピア。